# En el río Cache la Poudre (Worthington Whittredge)
En el río Cache La Poudre, Colorado, cuyo título original inglés es On the Cache la Poudre River, Colorado, es el tema de dos obras de Thomas Worthington Whittredge, fechadas en 1871 y en 1876, respectivamente. Whitredge fue un pintor estadounidense, básicamente paisajista, considerado como perteneciente a la escuela del Río Hudson.

## Introducción
Whittredge hizo un total de tres viajes al Oeste de Estados Unidos. En la primera expedición, entre 1865 y 1866, Whittredge, junto con Sanford Robinson Gifford y John Frederick Kensett acompañó a John Pope desde Fort Leavenworth (Kansas), hasta Fort Kearny (Nebraska), hasta la rama sur del Río Platte, a través de Denver, y luego al sur, a lo largo de las Montañas Rocosas orientales, a Nuevo México. Los otros dos viajes al Oeste de los Estados Unidos tuvieron lugar en 1870 y 1871.
Whittredge solamente realizó unos cuarenta estudios al óleo y lienzos terminados, basados en el tema del Oeste americano. La mayoría de estas obras se hicieron en su estudio de Nueva York a partir de los bocetos realizados durante el primer viaje. Su estilo sufrió algunos cambios, tal vez debido a la influencia de la Escuela de Barbizon. Su pincelada se volvió más ligera, comenzó a fragmentar la pigmentación, y abandonó la técnica de barnizado y veladura que daba un aspecto uniforme y una iluminación etérea a las pinturas de su etapa anterior. Aunque durante el viaje de 1870 produjo muchos estudios de primer plano, los bocetos sobre el tema del oeste en la década de 1870 y 1871 muestran puntos de vista con perspectivas amplias en la parte inferior de la composición.

## Análisis de las obras

### Versión del Museo de Bellas Artes de San Francisco
- Pintura al óleo sobre lienzo; año 1871; 39.1 x 58.7 cm.; Museo de Bellas Artes de San Francisco.[5]

Probablemente el boceto de este lienzo se hizo durante su último viaje al Oeste, en 1871, cuando viajó solo y se concentró en la región del valle de Greeley (Colorado). Este lienzo, que representa viejos álamos (posiblemente Populus trichocarpa) a lo largo de las orillas de un río lento y tranquilo, se considera la culminación de sus obras en el paisaje alrededor de Greeley. Los álamos ya habían llamado su atención en su primer viaje al Oeste, pero no se convirtieron en el único tema de una obra hasta que regresó allí, en 1870 y 1871.
Whittredge regresó a Colorado en julio de 1870, precisamente para hacer bocetos de álamos, para que pudiera volver a pintar el bosque en su pintura "Crossing the Ford, Platte River, Colorado". Aunque el lienzo fue terminado en el estudio después de hacer el boceto, lo sigue casi en cada detalle, y da la misma impresión de aire húmedo, del olor de la corteza en descomposición, y del follaje opaco.

### Versión del Museo Amon Carter
- Pintura al óleo sobre lienzo; año 1876; 102,2 x 153,4 cm.; Museo Amon Carter, Fort Worth.
- Firmado y fechado en la parte inferior derecha: "W.Whittredge 1876" [7]